# Alfred Breuninger
Alfred Breuninger (* 13. Mai 1884 in Stuttgart; † 21. August 1947) war ein deutscher Einzelhandels-Unternehmer. Er war von 1932 bis zu seinem Tod Vorstandsvorsitzender, ab 1939 zudem auch Hauptaktionär der Breuninger AG und von 1935 bis 1945 Stuttgarter NSDAP-Ratsherr.

## Leben

### Herkunft und beruflicher Werdegang
Alfred Breuninger war der Sohn des Kaufmanns und Gründers der Textil- und Bekleidungsgeschäfts Breuninger, Eduard Breuninger. Er trat nach dem Besuch einer Stuttgarter Realschule als kaufmännischer Lehrling in das väterliche Geschäft ein. Durch den Besuch der Webschule in Reutlingen sowie Aufenthalte in deutschen und französischen Woll- und Baumwollwebereien erweiterte er seine Kenntnisse. Nachdem er am Ersten Weltkrieg als Gefreiter teilgenommen hatte, übernahm er in dem 1916 zur Aktiengesellschaft umgewandelten väterlichen Unternehmen den Ein- und Verkauf der Großhandelsabteilung. Nach dem Tod seines Vaters 1932 wurde er Vorstandsvorsitzender, während seine Mutter Lydia Hauptaktionärin blieb.

### Zeit des Nationalsozialismus
Breuninger hatte nach eigenen Angaben bei der Reichstagswahl im März 1933 die NSDAP gewählt und trat zum 1. Mai 1933 in die Partei ein (Mitgliedsnummer 3.224.747), weil er sich, so Breuninger 1946, „die Möglichkeiten zu einem weiteren wirtschaftlichen Aufstieg nicht verschließen wollte“. Weiterhin wurde er Mitglied der Deutschen Arbeitsfront (DAF), der Nationalsozialistischen Volkswohlfahrt (NSV), des NS-Altherrenbundes (NSAHB), des Volksbunds für das Deutschtum im Ausland (VDA), des NS-Reichskriegerbundes und des Reichskolonialbundes. Seine Adolf-Hitler-Spende betrug bereits 1933 über 11.000 Reichsmark und steigerte sich in den Folgejahren. Größere finanzielle Zuwendungen ließ er dem Deutschen Ausland-Institut zukommen, das, so der Historiker Roland Maier, „ethnische Umsiedlungen unterstützte und durch Volkstumsforschungen und -karten dem Vernichtungskrieg im Osten zuarbeitete“.
1935 wurde Breuninger vom Stuttgarter NSDAP-Kreisleiter Adolf Mauer zum Ratsherrn des Stuttgarter Gemeinderats berufen. Die Berufung Breuningers missfiel alten Parteigenossen, weil er noch 1933 gerichtlich gegen die Veranlagung seines Unternehmens zur Zahlung der Warenhaussteuer vorgegangen war und vor dem Verwaltungsgericht gegen die NS-Stadtverwaltung gesiegt hatte. Zusätzlich zu seiner Funktion als Ratsherr saß er im Verwaltungsbeirat der Stadt und wurde Mitarbeiter der „Hauptstelle Wirtschaft und Steuer“ im Kreisamt für Kommunalpolitik. Breuningers Einfluss wuchs und wirtschaftlich ging es vor allem im Zeitraum von 1933 bis 1939 beträchtlich voran. So hatte sich das steuerpflichtige Jahreseinkommen Alfred Breuningers von 89.000 Reichsmark 1932 auf 392.000 Reichsmark im Jahre 1939 mehr als vervierfacht, während der Unternehmensumsatz in der gleichen Zeitspanne von 21 auf 31 Millionen Reichsmark anstieg. 1935 wurde Breuninger Mitglied des Aufsichtsrats der Württembergischen Bank.
Ende 1937 erwarb er das seit 1928 von den jüdischen Eigentümern Josef Grünberg und Arthur Hirschfeld an Breuninger verpachtete Wohn- und Geschäftshaus in Stuttgart, Marktplatz 16. Dabei wurde das im Haus befindliche Manufakturwaren-Fachgeschäft Schaarschmidt einschließlich Inventar und Personal übernommen. Zwar hatte man mit den beiden jüdischen Besitzern ein Vorkaufsrecht vereinbart, doch wurde der ursprünglich vorgesehene Kaufpreis deutlich unterschritten. Der Historiker Roland Maier bemerkt zu diesem Vorgang: „Obwohl die Bedrängnis und Verfolgung der jüdischen Bürger und die Arisierung ihres Eigentums bekannt war, fand die Firma Breuninger an dem Rechtsgeschäft nichts auszusetzen.“ Als Ratsherr achtete Breuninger auch darauf, bei der Stadtverwaltung die Verschiebung einer für Dezember 1937 angesetzten Verdunkelungsübung durchzusetzen, um das Weihnachtsgeschäft nicht zu stören.
Nach dem Tod seiner Mutter Lydia 1939 wurde Alfred Breuninger neben seiner Funktion als Vorstandsvorsitzender nun auch Hauptaktionär. Mit Kriegsbeginn erteilte ihm die Wehrmacht Aufträge zur Herstellung von Uniformteilen. Zudem betrieb sein Unternehmen ab 1942 ein Auslieferungslager für die Einkleidung ausländischer Zwangsarbeiter. Die Breuninger AG beschäftigte selbst Zwangsarbeiter und leistete ab 1943 rüstungswichtige Zulieferungsarbeiten für das Unternehmen Zeiss Ikon. Trotz eines Rückgangs der Zahl der Beschäftigten und des Umsatzes während des Zweiten Weltkriegs hatte Breuninger „in den zwölf Jahren der nationalsozialistischen Diktatur außergewöhnliche Erfolge bei seinen Geschäften“.

### Nachkriegszeit
Nach dem Zweiten Weltkrieg wurde gegen Alfred Breuninger ein Entnazifizierungsverfahren eingeleitet, bei dem ihm zahlreiche Geschäftspartner seine „persönliche Integrität“ bestätigten. Das Verfahren wurde aufgrund des Todes von Breuninger am 21. August 1947 eingestellt. Ein Rechtsstreit um eine Restitution des Geschäftshauses Marktplatz 16 an die Erben der früheren jüdischen Eigentümer endete drei Jahre nach dem Tod von Alfred Breuninger mit einem Vergleich. Die Erben hatten geltend gemacht, das Geschäftshaus sei gezwungenermaßen und zu einem Schleuderpreis von 700.000 Reichsmark verkauft worden, während der tatsächliche Wert mehr als das Doppelte betragen habe. Die Breuninger AG setzte den Nutzen niedriger an und machte auch geltend, dass das Gebäude bei einem Luftangriff 1944 ausgebrannt war. Der 1950 geschlossene Vergleich bewirkte, dass die Breuninger AG das Haus gegen eine Nachzahlung von 360.000 DM an die Erben behalten konnte.